# 1922 في الأرجنتين
فيما يلي قوائم الأحداث التي وقعت خلال عام 1922 في الأرجنتين.

## سياسة

### تعيين في المنصب
- 12 أكتوبر – مارسيلو توركواتو دي الفير رئيس الأرجنتين.
- 12 أكتوبر – مارسيلو توركواتو دي الفير رئيس الأرجنتين.

### انتهاء فترة المنصب
- 12 أكتوبر – هيبوليتو يريغوين رئيس الأرجنتين.

## مواليد

### أبريل
- 14 أبريل – ماريا لويسا بيمبيرغ

### مايو
- 2 مايو – سارة بيانكي

### أغسطس
- 8 أغسطس – ألبيرتو غرانادو

### أكتوبر
- 5 أكتوبر – خوسيه فرويلان غونزاليس
- 27 أكتوبر – خوان كارلوس لورنزو لاعب كرة قدم أرجنتيني.
- 30 أكتوبر – نيكانور كوستا منديز

### نوفمبر
- 2 نوفمبر – أنطونيو دي بينيديتو صحفي أرجنتيني.
- 22 نوفمبر – روبرتو أبلاي لاعب كرة قدم أرجنتيني.
- 26 نوفمبر – كارمن باييخو ممثلة أرجنتينية.

## وفيات

### أغسطس
- 18 أغسطس – ويليام هدسون (مواليد 1841)